# 西北军政委员会
西北军政委员会是中华人民共和国成立初期中国西北地区的最高政权机关，1950年成立。

## 历史
1949年12月2日，中央人民政府委员会批准任命西北军政委员会主席、副主席、委员。1950年1月19日，在原陕甘宁边区政府的基础上成立了西北军政委员会。委员会驻地为西安市，下辖西安直辖市、陕西省、甘肃省、宁夏省、青海省、新疆省。
1952年11月，中央统一设立华北、东北、西北、中南、华东、西南六个中央人民政府行政委员会。1953年1月27日，根据中央人民政府《关于改变大行政区人民政府（军政委员会）机构与任务的决定》，西北行政委员会成立，西北军政委员会随即撤销。西北军政委员会公安部改为西北行政委员会公安局，简称西北公安局。
1954年6月19日，中央人民政府通过《关于撤销大区一级行政机构和合并若干省市建制的决定》，于1954年9月9日免去了各大区行政委员会主席职务，西北行政委员会随之撤销。

## 领导机构
- 主席：彭德怀
- 副主席：习仲勋、张治中、马明方
- 委员：王世泰、王子宜、王震、甘泗淇、白如冰、白海风、任谦、成柏仁、邢肇棠、吴鸿宾、屈武、马文瑞、马明方、马鸿宾、馬輔臣、茹欲立、孙殿才、许光达、张子芳、张仲良、张邦英、张宗逊、张德生、张凤翙、张稼夫、陶峙岳、喜饶嘉错、杨子廉、杨明轩、杨得志、杨慎之、杨静仁、贾拓夫、赵寿山、邓宝珊、阎揆要、鲍尔汉、赛福鼎、韩兆鹗、韩练成、李志民、高桂滋、黄正清、达理扎雅、廖汉生、潘自力、王恩茂、曾震五、韩有禄

## 工作机构
秘书长
- 常黎夫（1950年4月－1953年1月）

副秘书长
- 谈维煦（1950年4月－1953年1月）

办公厅
- 主任：鹿鸣（未到职）
- 副主任：雷荣（未到职）、陈必贶（1950年3月－1953年1月）、姬也力（1951年11月－1953年1月）

人事部
- 部长：王子宜（1951年8月－1952年11月）
- 副部长：李景膺（1951年8月－1952年11月）、蒙定军（1951年8月－1952年11月）、白清江（1952年10月－11月）

人民监察委员会
- 主任：马文瑞（1950年4月－1953年1月）
- 副主任：杨慎之（1950年4月－1953年1月）、师子敬（1950年4月－1953年1月）

政治法律委员会
- 主任：张治中（1952年8月－1953年1月）
- 副主任：杨子廉（1952年8月－1953年1月）

民政部
- 部长：王子宜（1950年4月－1953年1月）
- 副部长：任谦（1950年4月－1953年1月）、吴志渊（1950年4月－1953年1月）

公安部：
- 部长：甘泗淇（兼任，1950年4月－1952年8月，1951年8月调任中国人民志愿军副政委兼政治部主任）、张达志（兼任西北公安部队司令员兼政委，1952年8月－1953年1月）
- 副部长：李启明（1950年4月－1953年1月）、苏明德（1950年4月－1953年1月）
- 办公室，主任苏明德兼，副主任于桑、裴仰斗、王文、李宁。
  - 研究科
  - 宣传科
  - 机要科
  - 秘书科并设机要秘书
- 人事处，处长邓国忠、张子廉，副处长白伟章、谢礼顺
  - 干部科
  - 组教科
  - 直工科
  - 组织科
  - 教育科
  - 福利科
- 总务处，处长暂缺，副处长冯祖述，下辖三个科和医务所。
- 一处（侦察处、政保处）
- 二处（经保处）
- 三处（治安处）
  - 治安科
  - 户籍科
  - 警政科
- 四处
- 五处（武装处）。1950年10月成立，下辖组建管理科、教育训练科和政工科。1951年5月并入新成立的西北军区公安部队司令部
- 六处（也称预审处）
- 七处（管教处），管教工作原由三处管理，下辖监教科、生产科、财务科、秘书科。
- 西北公安学校
- 延安劳改支队
- 西公部公安团

司法部
- 部长：杨子廉（1950年4月－1952年8月）、马锡五（1952年8月－1953年1月）
- 副部长：贺连成（1950年4月－1953年1月）、朱婴（1950年4月－1952年6月）

民族事务委员会
- 主任委员：汪锋（1950年4月－1953年1月）
- 副主任委员：赛福鼎（1950年4月－1953年1月）、马鸿宾（1950年4月－1953年1月）、喜饶嘉错（1950年4月－1953年1月）、达理扎雅（1950年4月－1953年1月）

财政经济委员会
- 主任：贾拓夫（1950年4月－9月）、彭德怀（1950年9月－1953年1月）
- 副主任：白如冰（1950年4月－1953年1月）、贾拓夫（1950年9月－1952年12月）

财政部
- 部长：白如冰（1950年4月－1953年1月）
- 副部长：刘墉如（1950年4月－1953年1月）、马南凤（1950年4月－1953年1月）

贸易部
- 部长：喻杰（1950年4月－1953年1月）
- 副部长：史唯然（1950年4月－1953年1月）、董林哲（1950年4月－1953年1月）、李维新（1952年8月－1953年1月）

劳动部
- 部长：赵伯平（1950年4月－1953年1月）
- 副部长：赵占魁（1950年4月－1953年1月）

工业部
- 部长：王达成（1950年4月－1953年1月）
- 副部长：马辅臣（1950年4月－1953年1月）、吴生秀（1950年4月－1953年1月）、傅道伸（1950年4月－1953年1月）

交通部
- 部长：霍维德（1950年4月－1952年10月）、吴岱峰（1952年10月－1953年1月）
- 副部长：高登榜（1950年4月－1952年1月）、刘良湛（1950年4月－1952年1月）、曾震五（1952年8月－1953年1月）

农林部
- 部长：惠中权（1950年4月－1952年8月）、蔡子伟（1952年8月－1953年1月）
- 副部长：蔡子伟（1950年4月－1952年8月）、白海凤（1950年4月－1953年1月）、高桂滋（1952年8月－1953年1月）

畜牧部
- 部长：霍子乐（1950年4月－1953年1月）
- 副部长：张中（1950年4月－1953年1月）、盛彤笙（1950年4月－1953年1月）、黄正清（1952年8月－1953年1月）

水利部
- 部长：李赋都（1950年4月－1953年1月）
- 副部长：丁仲文（1950年4月－1953年1月）

粮食局
- 局长：毛子长（1950年4月－1953年1月）

铁路干线工程局
- 局长：阎揆要（1950年9月－1953年1月）
- 政治委员：白如冰（1950年9月－1953年1月）
- 副局长：李泮明（1950年9月－1953年1月）、王竹亭（1950年9月－1953年1月）、李伯海（1950年9月－1953年1月）
- 副政治委员：高登榜（1950年9月－1953年1月）

土地改革委员会
- 主任：习仲勋（1950年12月－1953年1月）
- 副主任：屈武（1950年7月－1953年1月）、韩兆鹗（1950年12月－1953年1月）

文化教育委员会
- 主任：杨明轩（1950年4月－1953年1月）
- 副主任：张稼夫（1950年4月－1952年12月）、柯仲平（1950年4月－1953年1月）

文化部
- 部长：成柏仁（1950年4月－1953年1月）
- 副部长：吴文遴（1950年4月－1952年10月）、马建翎（1950年4月－1953年1月）、张季纯（1950年4月－1953年1月）、柯华（1952年10月－1953年1月）

教育部
- 部长：江隆基（1950年4月－1953年1月）
- 副部长：林迪生（1950年4月－1953年1月）、党睛梵（1950年4月－1953年1月）

卫生部
- 部长：贺彪（1950年4月－1953年1月）
- 副部长：曾育生（1950年4月－1953年1月）、张查理（1950年4月－1953年1月）、曲正（1950年4月－1953年1月）、史正翰（1950年4月－1953年1月）

新闻局
- 局长：秦川（1950年3月－1952年7月）
- 副局长：胡绩传（1950年3月－1952年7月）、林朗（1950年3月－1952年6月）

出版局
- 局长：王顺桐（1950年3月－1952年1月）、张性初（－1952年7月）
- 副局长：陶信镛（1950年3月－1952年6月）、常紫钟（1950年3月－1952年7月）

新闻出版专员办事处
- 专员：王顺桐（1952年7月－1953年1月）
- 副专员：常紫钟（1952年7月－1953年1月）

中央人民政府最高人民法院西北分院
- 院长：马锡五（1950年4月－1953年1月）
- 副院长：乔松山（1950年4月－1953年1月）

中央人民政府最高人民检察署西北分署
- 检察长：（空缺）
- 副检察长：茹欲立（1950年6月－1953年1月）、郭步岳（1950年6月－1953年1月）